# Mark Neumann
Mark W. Neumann (East Troy, 27 febbraio 1954) è un politico statunitense, membro della Camera dei Rappresentanti per lo stato del Wisconsin dal 1995 al 1999.

## Biografia
Figlio di un ingegnere della General Motors, Neumann frequentò l'Università del Wisconsin-Madison e dopo gli studi insegnò matematica nei licei. Successivamente si dedicò all'imprenditoria e fondò una compagnia.
Nel 1992 entrò in politica con il Partito Repubblicano e si candidò per un seggio alla Camera sfidando il deputato in carica da ventuno anni Les Aspin. Neumann perse le elezioni per diversi punti percentuali ma poco dopo Aspin venne nominato Segretario della Difesa dal Presidente Clinton e abbandonò il seggio. Neumann fu uno dei candidati nelle elezioni speciali indette per determinare il successore di Aspin, ma anche questa volta perse (sebbene solo per pochi voti) contro il democratico Peter W. Barca.
In occasione delle elezioni successive, nel 1994, Neumann si ricandidò e questa volta prevalse su Barca venendo eletto. Due anni dopo sconfisse per pochi voti la democratica Lydia Spottswood e venne riconfermato per un altro mandato.
Nel 1998, invece di chiedere un altro mandato alla Camera, Neumann si candidò al Senato contro Russ Feingold ma venne sconfitto.
Nel 2010 si candidò a governatore, ma si fermò nelle primarie, venendo superato da Scott Walker.
Nel 2012 si candidò per la seconda volta al Senato, ma arrivò solo terzo nelle primarie repubblicane.